# 利奥波德 (巴登)
利奥波德一世（Leopold I，1790年8月29日—1852年4月24日），全名卡尔·利奥波德·弗里德里希（Karl Leopold Friedrich），巴登第四任大公，1830年至1852年在位。

## 早年生活
利奥波德是巴登首任大公卡尔·弗里德里希与第二任妻子路易絲·卡羅琳的长子，1790年8月29日生于巴登藩侯领地首府卡尔斯鲁厄。由于路易丝·卡洛琳·格耶尔·冯·格耶尔斯贝格是平民，他们的婚姻是贵贱婚姻，他们的子女不能和策林格家族成员拥有相同的继承权。路易丝·卡洛琳·格耶尔·冯·格耶尔斯贝格及她的后代被冠以“霍赫贝格伯爵”或“霍赫贝格女伯爵”的称号。
巴登在拿破仑战争后领土扩大，升为大公国。然而有着大公家族血脉的霍赫贝格家族却没有任何大公家族的权利。利奥波德·冯·霍赫贝格意识到自己不可能在巴登大公国有所作为，于是加入了反对法国的军队，成了一名军官。

## 成为大公继承人
1817年，随着卡尔·弗里德里希的次子弗里德里希无嗣去世，巴登策林格家族只剩下了两名男嗣：大公卡尔和他无嗣的叔叔路德维希。卡尔的儿子都在婴儿时期死去。策林格家族面临着后继无人的严重问题。
如果策林格家族绝嗣，根据半薩利克繼承法，继承巴登大公国将是巴伐利亚的维特尔斯巴赫王朝。因为卡尔大公的姐姐，巴登的卡洛琳娜公主（Friederike Karoline Wilhelmine）嫁给了巴伐利亚王国的第一位国王马克西米利安一世。马克西米利安一世强烈要求他对巴登的继承权，之后的一些协议使他的要求更加有利。在维也纳会议之后的1816年4月16日，巴伐利亚与奥地利签署了一项条约，担保了维特尔斯巴赫王朝对巴登的继承权。
为了挽救濒于绝嗣的王朝，延续策林格家族的统治，给予庶出的叔叔们以继承权似乎是最理想的解决办法。1817年卡尔大公出台了新的王室继承法，承认了霍赫贝格的后代为巴登的王子和公主，与嫡系成员有相同的王位继承权。利奥波德·冯·霍赫贝格成为利奥波德王子殿下，在异母兄路德维希王子之后成为巴登王位第二顺位继承人。
1818年，卡尔大公出台了一部新的自由主义宪法。宪法保证了霍赫贝格的后代的继承权。卡尔大公去世后的1819年7月10日，列强通过了巴伐利亚与巴登的旨在承认霍赫贝格后代继承权的《法兰克福条约》。
1818年12月8日，卡尔大公去世，叔叔路德维希王子即位为大公路德维希一世。路德维希一世为了稳固他的异母弟和继承人的地位，安排利奥波德王子与自己的侄外孙女，卡尔大公的姐姐弗里德里克·朵萝泰娅·威廉明妮与瑞典国王古斯塔夫四世的女儿苏菲·威廉明妮结婚。苏菲·威廉明妮是巴登第一任大公卡尔·弗里德里希与第一任妻子黑森-达姆施塔特的卡洛琳·路易丝的后代。这次婚姻联合了卡尔·弗里德里希两位妻子的后人。苏菲·威廉明妮的正统王室血液抵消了利奥波德的私生子出身。
1830年3月30日，大公路德维希一世去世，巴登策林格王朝嫡系绝嗣。利奥波德王子成为巴登的第四位大公。

## 在位期间
利奥波德在位之初，对政治的转变有很大的期望。他于1831年组建了有进步思想的人组成的新内阁，并出台了一部出版法。但1833年王室受到丑闻的影响，民众不满情绪日增。最终在1848年巴登发生革命，王室于次年流亡科布伦茨。
同年8月18日，革命在普鲁士的帮助下被镇压，许多革命者被处死。
利奥波德于1852年4月24日去世，子路德維希二世继位。路德维希二世因精神疾病不能主政，他的弟弟弗里德里希担任摄政。

### 利奥波德时代的巴登首相
- 威廉·路德维希·利奥波德·莱因哈德·冯·贝尔施泰特男爵（Wilhelm Ludwig Leopold Reinhard Freiherr von Berstett），任期：1818年12月—1831年（1819年10月8日前为临时政府首相）
- 西吉斯蒙德·卡尔·冯·莱岑施泰因男爵（Sigismund Karl Freiherr von Reitzenstein），任期：1832年10月8日—1832年底（第三任期）
- 路德维希·格奥尔格·温特尔（Ludwig Georg Winter） ，任期：1833年—1838年3月27日
- 卡尔·弗里德里希·耐本尼乌斯（Karl Friedrich Nebenius），任期：1838年—1839年（第一任期）
- 弗里德里希·兰多林·卡尔·冯·布里特尔斯多夫男爵（Friedrich Landolin Karl Freiherr von Blittersdorf），任期：1839年—1843年11月
- 克里斯蒂安·弗里德里希·冯·博克（Christian Friedrich von Boeckh），任期：1843年11月—1845年3月
- 卡尔·弗里德里希·耐本尼乌斯，任期：1845年3月—1846年12月19日（第二任期）
- 约翰·巴普蒂斯特·贝克（Johann Baptist Bekk），任期：1846年12月19日—1848年3月9日
- 卡尔·格奥尔格·霍夫曼（Karl Georg Hoffmann），任期：1848年3月9日—1849年7月1日
- 弗里德里希·阿道夫·克吕贝尔（Friedrich Adolf Klüber），任期：1849年7月1日—1856年5月

## 婚姻与子女

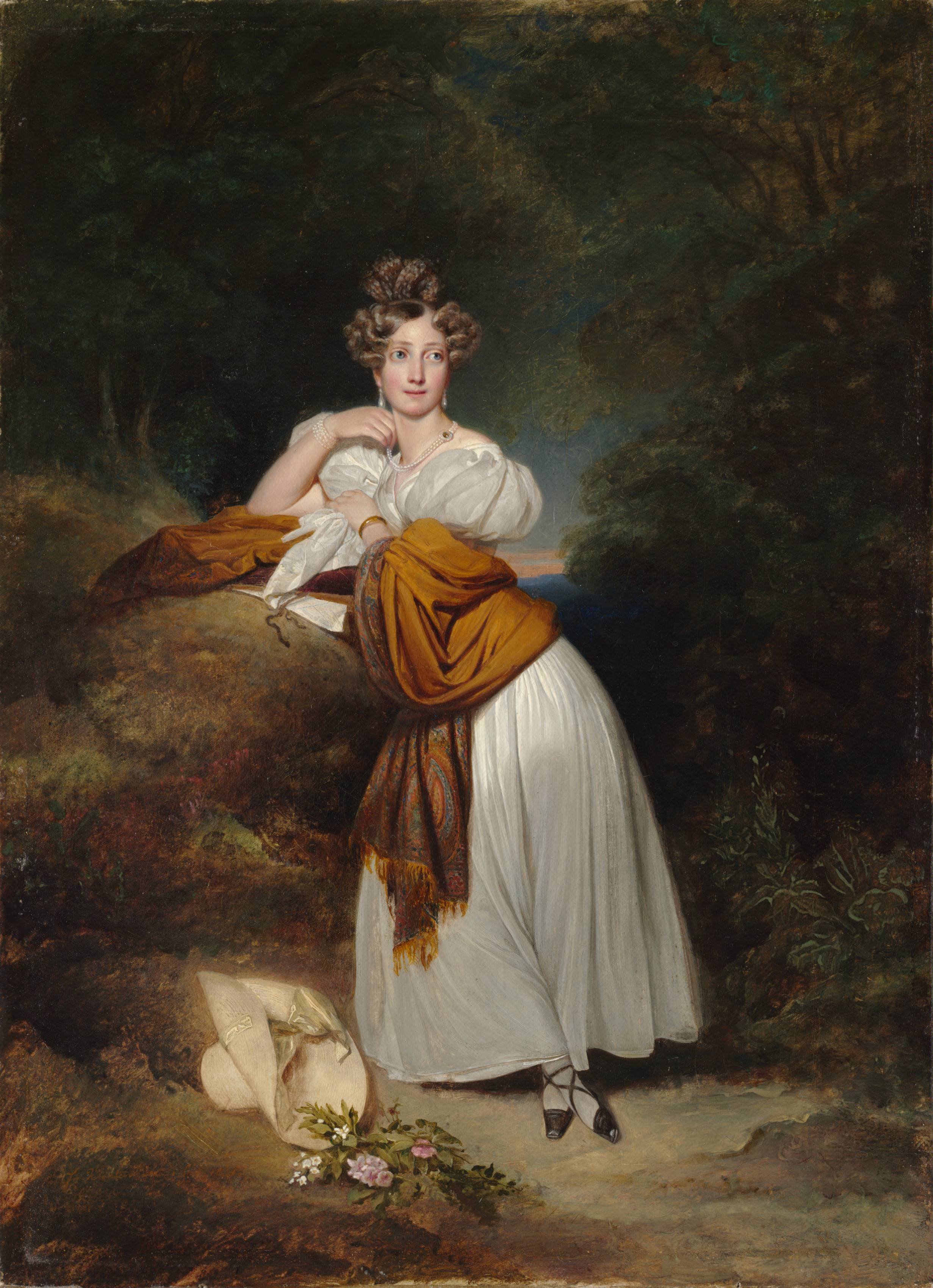
利奥波德之妻瑞典公主苏菲·威廉明妮，弗朗茨·克萨威尔·温特豪尔特绘，1831年

利奥波德大公于1819年7月25日在卡尔斯鲁厄与瑞典国王古斯塔夫四世的女兒、自己同父異母兄長卡爾·路德維希的外孫女索菲亞·威廉明娜（Sophia Wilhelmina，1801年5月21日—1865年7月6日）结婚，婚后有五子三女：
- 亞歷山德琳（1820年—1904年），萨克森-科堡-哥达公爵夫人
- 路德维希（1822年—1822年），早夭。
- 路德维希（1824年—1858年），巴登大公
- 腓特烈（1826年—1907年），巴登大公
- 威廉（1829年—1897年）
- 卡爾（1832年—1906年）
- 瑪麗（1834年—1899年），莱宁根侯爵夫人
- 塞西莉埃（1839年—1891年）

| 利奥波德 (巴登) 策林格王朝出生于：1790年8月29日逝世於：1852年4月24日 | 利奥波德 (巴登) 策林格王朝出生于：1790年8月29日逝世於：1852年4月24日 | 利奥波德 (巴登) 策林格王朝出生于：1790年8月29日逝世於：1852年4月24日 |
| 統治者頭銜                                                           | 統治者頭銜                                                           | 統治者頭銜                                                           |
| -------------------------------------------------------------------- | -------------------------------------------------------------------- | -------------------------------------------------------------------- |
| 前任： 路德维希一世                                                  | 巴登大公 1830年—1852年                                               | 繼任： 路德維希二世                                                  |